# 马里图伊市镇
马里图伊市镇（俄语：Маритуйское муниципальное образование）是俄罗斯联邦伊尔库茨克州斯柳江卡区所属的一个市镇。其下辖有8个居民点，行政中心为马里图伊。据2016年统计，该市镇的人口为80人。